# Szent Mihály és Gábriel arkangyalok fatemplom (Ünőmező)
Az ünőmezői Szent Mihály és Gábriel arkangyalok fatemplom műemlékké nyilvánított épület Romániában, Máramaros megyében. A romániai műemlékek jegyzékében az  MM-II-m-A-04589 sorszámon szerepel.